# Fitness

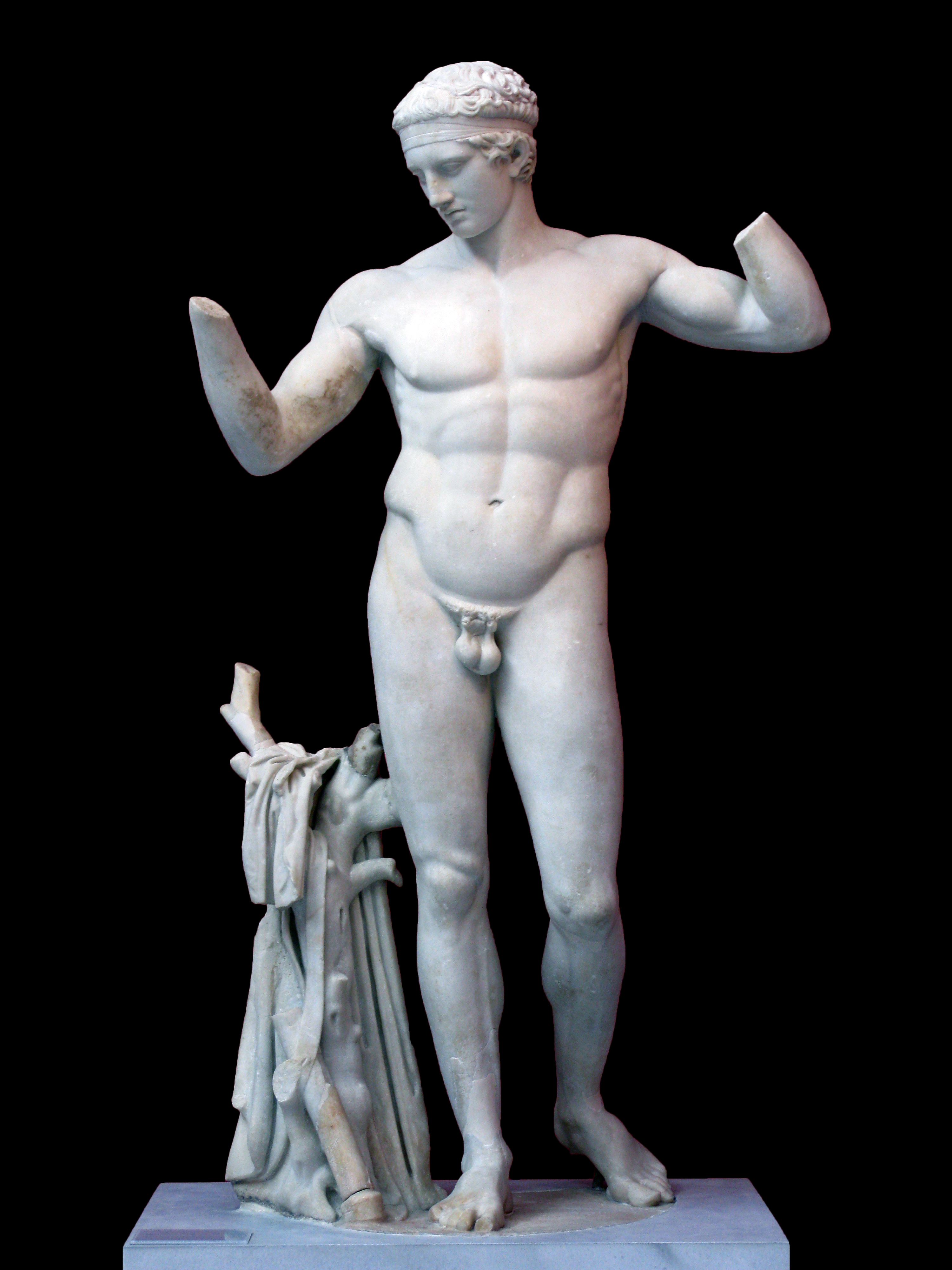
El Diadúmeno de Policleto representa a un atleta griego que se ata una diadema de victoria

La forma física, también llamada adecuación física o aptitud física, en inglés: physical fitness y comúnmente con la expresión estar en forma, es un estado general de buena salud y fortaleza física. Una buena forma física por lo general se adquiere como resultado de una nutrición adecuada, práctica de ejercicio físico vigoroso moderado, y un descanso apropiado para la recuperación física.
Se denomina también fitness a la práctica deportiva consistente en realizar ejercicio para ponerse o mantenerse en buena forma. En este sentido su significado es muy parecido al de la gimnasia.
Con anterioridad a la revolución industrial, se definía "forma física" como la capacidad de realizar las actividades cotidianas sin experimentar fatiga. Sin embargo, con la automatización y los cambios en el estilo de vida en la actualidad se considera que la forma física es una medida de la capacidad del cuerpo de funcionar de forma eficiente y efectiva durante el trabajo y actividades de esparcimiento, estar en condición saludable, ser capaz de resistir enfermedades hipocinéticas, y poder enfrentarse a situaciones de emergencia.
Aunque existen clasificaciones diferentes según distintos autores, la forma física se puede dividir entre diferentes componentes (también llamadas capacidades físicas y cualidades motrices, aunque estos dos términos hacen referencia a distintos elementos) como la flexibilidad, movilidad articular, resistencia cardiovascular, fuerza muscular, resistencia muscular, composición corporal, agilidad, equilibrio, coordinación muscular y velocidad.

## Definición
La palabra fitness proviene del idioma inglés y significa apropiado, apto, listo (para algo).
El término "fitness" posee dos acepciones diferentes, pero relacionadas entre sí. La primera definición que podemos dar de fitness, es aquella que hace referencia al estado generalizado de bienestar y salud física logrado no solo a partir del desarrollo de una vida sana, sino también y principalmente, del ejercicio continuado y sostenido en el tiempo. La segunda acepción de la palabra es la que señala el tipo de actividades físicas normalmente comprendidas como ‘fitness’ y que se realizan por lo general en espacios deportivos específicos.
En los últimos años, los programas de entrenamiento de estilo militar han llegado a ser cada vez más populares entre los civiles. Hay cursos disponibles por todas partes en EE. UU., Europa y se ha incrementado masivamente en países de América del Sur como Colombia y son impartidos generalmente por personal exmilitar. Muy a menudo, los instructores tuvieron posiciones destacadas dentro de varias organizaciones militares. Frecuentemente, los instructores fueron anteriormente reclutadores (Drill instructor), miembros de las Fuerzas Especiales o de haber tenido otras posiciones distinguidas dentro de la milicia. 
Estos cursos siempre tienen algunos elementos comunes, a menudo se enfocan en calistenia de estilo militar y de carreras en grupo. Los cursos a menudo se imparten muy temprano por la mañana y en cualquier época del año. Los alumnos pueden esperar tracciones, sentadillas, flexiones y saltos, así como movimientos más difíciles tales como patadas de ondulación y flares estilo breakdance. Casi invariablemente, un entrenamiento incluirá carreras cortas, mientras las carreras más largas son planificadas. Las fuerzas especiales son renombradas por su nivel de salud y la intensidad de sus entrenamientos.

## Historia

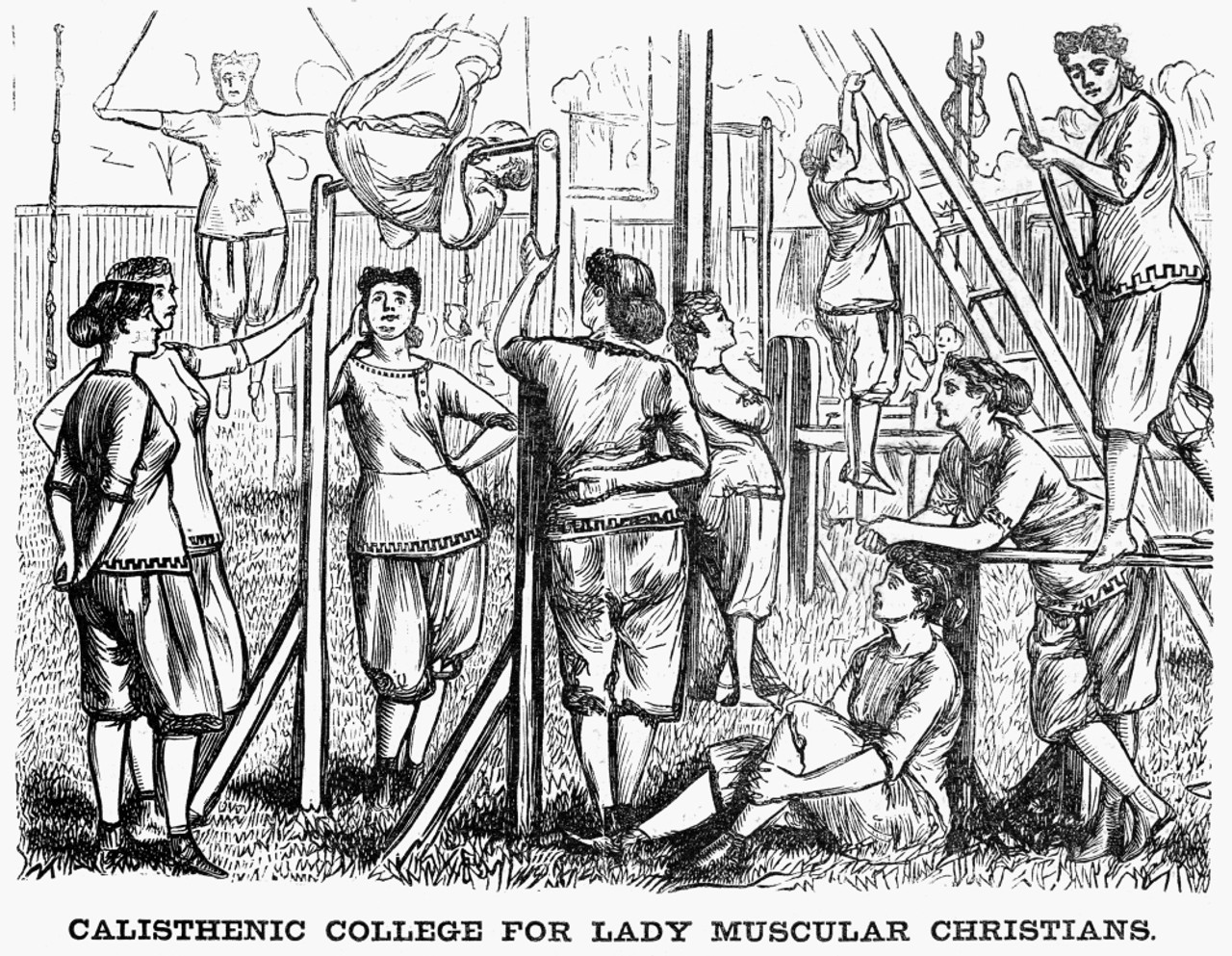
Señoras realizando una rutina de fitness habitual en el que incluye subir por la parte inferior de una escalera, hacer equilibrios y gimnasia.

En Grecia, la forma física se consideraba un componente esencial de una vida sana y era norma que los hombres frecuentaran un gymnasium. Los regímenes de aptitud física también se consideraban de suma importancia en la capacidad de una nación para entrenar soldados para una fuerza militar eficaz. En parte por estas razones, a lo largo de la historia conocida han existido regímenes organizados de acondicionamiento físico y se pueden encontrar pruebas de ellos en muchos países.
Los gimnasios, que hoy nos resultarían familiares, empezaron a ser cada vez más comunes en el siglo XIX. La revolución industrial había llevado a muchas personas a un estilo de vida más sedentario y cada vez se era más consciente de que esto podía ser perjudicial para la salud. Este fue un factor clave para la formación de un movimiento de cultura física, especialmente en Europa y Estados Unidos. Este movimiento abogaba por aumentar los niveles de forma física de hombres, mujeres y niños, y pretendía hacerlo a través de diversas formas de actividad en interiores y al aire libre, y de la educación. En muchos sentidos, sentó las bases de la cultura del fitness moderna.
En la década de 1940, un médico emigrante de Austria llamado Hans Kraus comenzó a realizar pruebas a niños de EE. UU. y Europa para determinar lo que él denominaba «aptitud muscular». (en otras palabras, funcionalidad muscular). A través de sus pruebas, encontró que los niños en los EE. UU. eran mucho menos capaces físicamente que los niños europeos. Kraus publicó algunos artículos alarmantes en varias revistas y llamó la atención de algunas personas poderosas, incluido un senador de Pensilvania que llevó los resultados al presidente Dwight D. Eisenhower. El presidente Eisenhower quedó «conmocionado». Estableció una serie de conferencias y comités; después, en julio de 1956, Eisenhower creó el Consejo Presidencial sobre la Condición Física de los Jóvenes.

## Beneficios
Son muchos los beneficios que se asocian a la práctica de ejercicio para una buena condición física o forma física. 

### Beneficios para la salud
Como consecuencia de la práctica de actividad física de forma moderada en el tiempo conseguiremos ganar salud al mejorar y aumentar aquellas capacidades de las que carecemos cómo puede ser la flexibilidad, resistencia, coordinación y fuerza.
- Mejora de la presión arterial y del corazón. La práctica de actividad física de forma regular puede prevenir la aparición de determinadas enfermedades como la diabetes, la presión arterial alta o aquellas que están relacionadas con las enfermedades cardiovasculares.
- Reducir las posibilidades de padecer osteoporosis. La aparición de esta enfermedad ósea se ve reducida debido a la estimulación de las células de la estructura ósea, provocando un beneficio y mayor fortalecimiento de nuestros huesos.
- Control del peso. Por desgracia en España un 13% de la población tiene sobrepeso, siendo el segundo país de Europa con mayor índice de obesidad. Gracias al fitness se consigue reducir este sobrepeso y la vida sedentaria de los habitantes debido a la práctica de un estilo de vida saludable. Todo ello, conlleva una mejoría y ganancia en salud debido la bajada de peso, lo que hace que ganemos en calidad de vida gracias a la práctica de ejercicio físico junto con una dieta saludable, equilibrada y nutritiva.
- Relax y bienestar general. Acompañando a lo anteriormente mencionado, también conseguiremos no solo mejorar a nivel físico y motor, sino también a niveles mentales y psicológicos. Como consecuencia de ello, conseguiremos mejorar y reducir nuestros niveles de ansiedad y estrés.
- Mejoras en la autoestima y el estado de ánimo. Una revisión sistemática de 23 estudios, realizados en Estados Unidos, Canadá, Australia y Nigeria, y cuyos participantes fueron niños y adolescentes entre 3 y 20 años de edad, determinó que las intervenciones de ejercicios físicos tienen efectos positivos sobre la autoestima, al menos en el corto plazo. No hubo diferencias significativas en los efectos según la duración o el tipo de intervención, y dado que no se entregaron resultados de seguimiento, no se conocen los efectos a largo plazo. No obstante, existen varias deficiencias metodológicas y sesgos en los estudios, por lo que se necesitan más investigaciones que proporcionen evidencia más robusta.[7]

### Otros beneficios
- Aumento del rendimiento deportivo. Además de las mejoras en la salud, la condición física supone la base para el desarrollo de habilidades físicas básicas (como correr, saltar, trepar, lanzar...), y estas de las habilidades físicas específicas de cada deporte.
- Lograr metas y objetivos. Esta disciplina o mención hace que nos planteemos determinadas metas u objetivos para conseguir aquello que deseamos conseguir. Aunque es cierto, que en ocasiones este factor puede ser negativo, puesto que puede llegar a la obsesión de la persona por conseguir algo fuera de lo saludable mediante el uso de estupefacientes u otros químicos derivados.

## Diferencias con el culturismo
El fitness se suele confundir con el culturismo, que aunque guarda ciertas similitudes, se diferencian principalmente en los fines previstos:
1. El fitness es un estilo de vida que guarda similitudes con el estilo de vida culturista, pero a diferencia de éste, puede llevarse a cabo por cualquier persona sin necesidad de llegar a un nivel competitivo e inclusive eligiendo cualquier otro deporte de recreación (sea musculación o no) que le permita mantenerse en forma. El curlturismo es un deporte que consiste en dietas específicas y etapas de "hipertrofia/ volumen" y "definición". Las rutinas de entrenamiento que se llevan a cabo son en sala de musculación destinadas a la hipertrofia y dependiendo de la etapa puede incluirse ejercicio aeróbico o no. El atleta se prepara meses/años para mejorar su composición corporal y el día de la competencia realizar poses sobre la tarima, donde debe verse lo más definido y musculado posible según su categoría lo requiera.
2. Las rutinas de fitness son a elección de cada individuo. Hay muchas actividades, pero las más practicadas actualmente son:

● "Funcional" donde realizan circuitos de varios ejercicios con poco peso y añadiendo ejercicios aeróbicos, de coordinación, de equilibrio entre ellos. 
●"Crossfit", una actividad grupal donde se realiza una entrada en calor para luego combinar ejercicios de fuerza y aeróbicos en un determinado tiempo (segundos/minutos), bajo la guía de un profesor o instructor capacitado para tal actividad.
● Musculación, la clásica actividad y la más importante que se realiza en los gimnasios. Consiste en rutinas de pesas y máquinas con peso donde se entrena con la metodología de series, repeticiones y descanso. (de 45 seg a 1min y 2 min aprox.) Básicamente consiste en la actividad que realiza el culturista pero sin la competencia culturista ni dietas estrictas. 
Cabe aclarar, que un culturista, como en todos los deportes, no compite durante todo el año, cuando se encuentra fuera de competencia lleva de todas formas el estilo de vida "fitness", ya que no se encuentra compitiendo, puede ser más flexible en su dieta y hasta en su rutina de entrenamiento. 
1. El culturismo se centra en la mejora de los músculos y  pérdida de grasa para la posterior competencia. El "fitness" en la mejora de la salud física y psicológica en general con el fin de tener una vida más sana.

## Pautas de actividad
Las Pautas de actividad física para estadounidenses de 2018 fueron publicadas por el Departamento de Salud y Servicios Humanos de los Estados Unidos con el fin de proporcionar orientación con base científica para que las personas a partir de los 3 años de edad mejoren su salud mediante la participación en actividades físicas regulares. Estas directrices recomiendan que todos los adultos se muevan más y permanezcan menos sentados a lo largo del día para mejorar la calidad de vida relacionada con la salud, incluida la salud mental, emocional y física. Para obtener beneficios sustanciales para la salud, los adultos deben realizar al menos entre 150 y 300 minutos de actividad física aeróbica de intensidad moderada, o entre 75 y 150 minutos semanales de actividad física aeróbica de intensidad vigorosa, o una combinación equivalente de ambas repartidas a lo largo de la semana. Se ha eliminado la recomendación de que la actividad física se realice en tandas de al menos 10 minutos, ya que las nuevas investigaciones sugieren que las tandas de cualquier duración contribuyen a los beneficios para la salud vinculados al volumen acumulado de actividad física. Se pueden obtener beneficios adicionales para la salud realizando más de 300 minutos (5 horas) de actividad física de intensidad moderada a la semana. Los adultos también deben realizar actividades de fortalecimiento muscular de intensidad moderada o superior y que impliquen a todos los grupos musculares principales dos o más días a la semana, ya que estas actividades proporcionan beneficios adicionales para la salud.
Las directrices del Reino Unido publicadas en julio de 2011 incluyen los siguientes puntos:
La intensidad a la que una persona hace ejercicio es clave, y es poco probable que una actividad ligera como pasear y tareas domésticas tenga un impacto muy positivo en la salud de la mayoría de las personas. Para que el ejercicio aeróbico sea beneficioso, debe elevar el ritmo cardíaco y provocar transpiración. Una persona debe hacer un mínimo de 150 minutos a la semana de ejercicio aeróbico de intensidad moderada. Se obtienen más beneficios para la salud si se realizan más de 150 minutos.
El sedentarismo (el tiempo que no se está de pie, por ejemplo en una silla o en la cama) es perjudicial para la salud, y no hay ejercicio que pueda contrarrestar los efectos de estar sentado demasiado tiempo.
Estas directrices están ahora mucho más en consonancia con las utilizadas en Estados Unidos, que también incluyen recomendaciones para fortalecimiento muscular y actividades de fortalecimiento óseo como levantar pesas y yoga.

## Ejercicios

### Ejercicio aeróbico

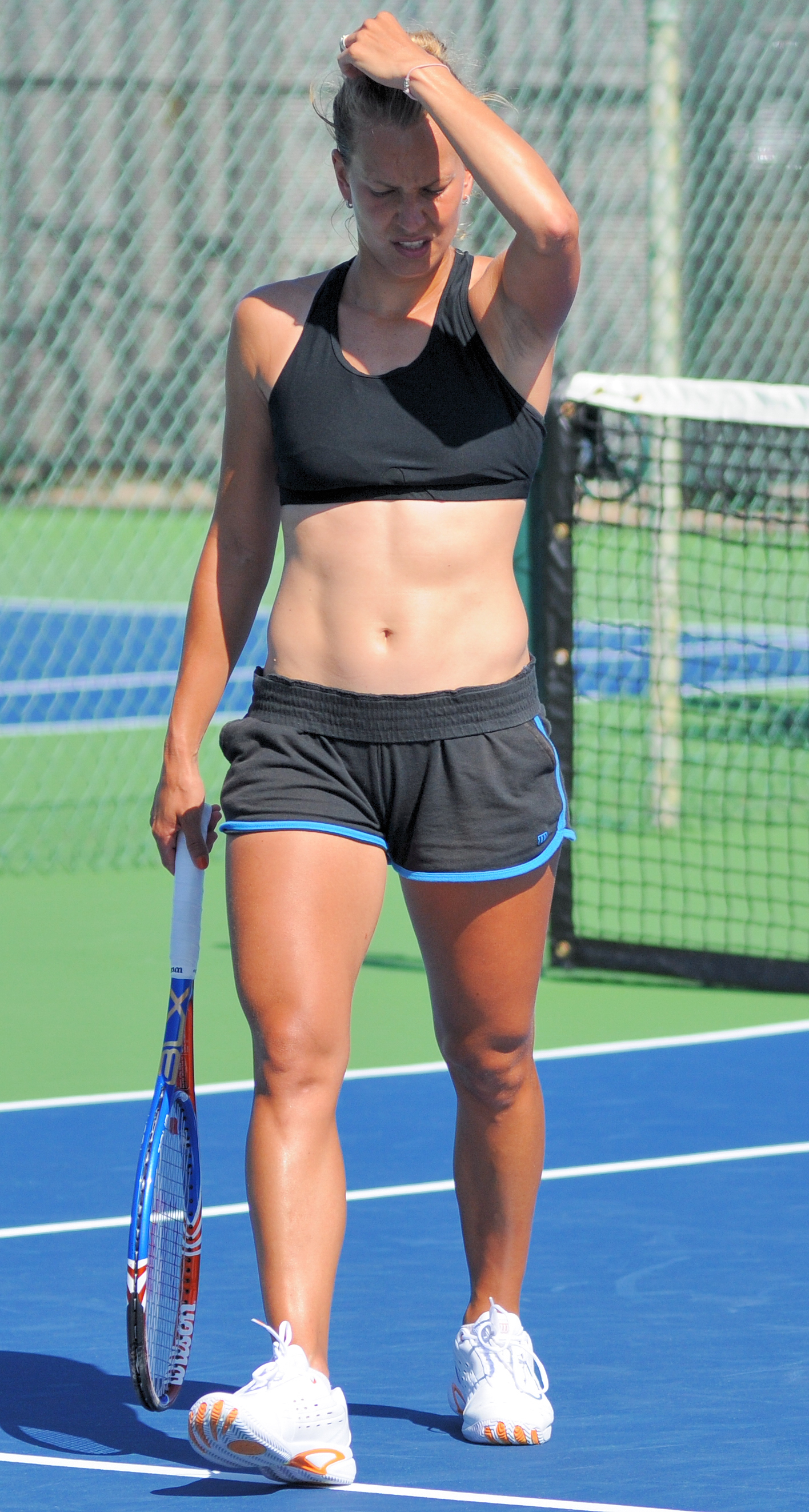
Practicar deportes como el tenis es una forma común de mantener/mejorar la condición física. La imagen muestra a la tenista internacional Barbora Strýcová.

La aptitud cardiorrespiratoria se puede medir mediante el VO2 max, una medida de la cantidad de oxígeno que el cuerpo puede absorber y utilizar. El ejercicio aeróbico, que mejora la aptitud cardiorrespiratoria y aumenta la resistencia, implica movimientos que incrementan la frecuencia cardíaca para mejorar el consumo de oxígeno del cuerpo. Esta forma de ejercicio es una parte importante de todos los regímenes de entrenamiento, ya sea para atletas profesionales o para personas comunes.
Ejemplos destacados de ejercicios aeróbicos incluyen:
- Trote – Correr a un ritmo constante y suave. Esta forma de ejercicio es excelente para mantener el peso y construir una base cardiovascular para realizar ejercicios más intensos posteriormente.

- Trabajo en máquina elíptica – Esta es una máquina de ejercicio estacionaria utilizada para realizar caminar o correr sin causar un estrés excesivo en las articulaciones. Esta forma de ejercicio es ideal para personas con caderas, rodillas y tobillos doloridos.
- Caminar – Moverse a un ritmo bastante regular durante una distancia corta, media o larga.
- Entrenamiento en cinta de correr – Muchas cintas de correr tienen programas establecidos que ofrecen diversos planes de ejercicio. Una actividad cardiovascular efectiva sería alternar entre correr y caminar. Típicamente, calentar primero caminando y luego alternar entre caminar durante tres minutos y correr durante tres minutos.
- Natación – Usar los brazos y las piernas para mantenerse a flote en el agua y moverse hacia adelante o hacia atrás. Este es un buen ejercicio de cuerpo completo para quienes buscan fortalecer el núcleo mientras mejoran la resistencia cardiovascular.
- Ciclismo – Montar una bicicleta generalmente implica distancias más largas que caminar o trotar. Este es otro ejercicio de bajo impacto para las articulaciones y es excelente para mejorar la fuerza en las piernas.

### Ejercicio anaeróbico
El ejercicio anaeróbico implica movimientos de alta intensidad realizados en un corto período de tiempo. Es un ejercicio rápido y de alta intensidad que no requiere que el cuerpo utilice oxígeno para producir energía. Ayuda a promover la fuerza, resistencia, velocidad y potencia; y es utilizado por los culturistas para aumentar la intensidad del entrenamiento. Se cree que los ejercicios anaeróbicos aumentan la tasa metabólica, lo que permite quemar calorías adicionales mientras el cuerpo se recupera del ejercicio debido al aumento de la temperatura corporal y el consumo de oxígeno post-ejercicio (EPOC) después de que termine el ejercicio.
Ejemplos destacados de ejercicios anaeróbicos incluyen:
- Entrenamiento con pesas – Un tipo común de entrenamiento de fuerza para desarrollar la fuerza y tamaño de los músculos esqueléticos.
- Ejercicio isométrico – Ayuda a mantener la fuerza. Es una acción muscular en la que no ocurre movimiento visible y la resistencia coincide con la tensión muscular.[13]
- Piques – Correr distancias cortas lo más rápido posible, entrenando para la explosividad muscular.[14]
- Entrenamiento por intervalos – Alternar entre ráfagas cortas (alrededor de 30 segundos) de actividad intensa con intervalos más largos (de tres a cuatro minutos) de actividad menos intensa. Este tipo de actividad también desarrolla velocidad y resistencia.[15]